# Slipușînske, Hola Prîstan
Slipușînske (în ucraineană Сліпушинське) este un sat în comuna Novovolodîmîrivka din raionul Hola Prîstan, regiunea Herson, Ucraina.

## Demografie
Componența lingvistică a localității Slipușînske
     Ucraineană (75,57%)
     Rusă (4,23%)
     Alte limbi (0,98%)
Conform recensământului din 2001, majoritatea populației localității Slipușînske era vorbitoare de ucraineană (75,57%), existând în minoritate și vorbitori de armeană (18,24%) și rusă (4,23%).